# Hubertus von Hohenlohe
Hubertus Rudolph von Fürstenberg-von Hohenlohe-Langenburg herceg (Mexikóváros, 1959. február 2. –) német főnemesi családból származó mexikói alpesisíző, popénekes és fotóművész.

## Élete
Anyja Ira von Fürstenberg (1940–2024) hercegnő, apja Alfonso zu Hohenlohe-Langenburg herceg (1924–2003). Anyai ágon ükapja a magyar Festetics Tasziló herceg (1850–1933). Mexikóban született, ahol apja a helyi Volkswagennél dolgozott.
Egyéves volt, mikor szülei elváltak, anyja ezt követően másodvonalbeli filmek sztárja lett. Bátyjával, Christoph-fal – aki 2006-ban rejtélyes körülmények között halt meg – a spanyolországi Marbella városába kerültek, ahol apjuk szállodaüzletbe fogott. Tízévesen egy ausztriai internátusba adták, ám onnan megszökött, végül osztrák nagynénjénél talált menedéket. Grazban filozófiát és közgazdaságtant tanult.
Úgy vélte, ha nem osztrákként, akkor mexikóiként lesz esélye világversenyeken szerepelni alpesisíben, és 1981-ben meg is alapította az ország síszövetségét. Abban az évben már világkupaversenyen is rajthoz állt, pályafutása során ötször is első tízbe tudott kerülni kombinációban; volt olyan verseny, ahol ötből lett ötödik. Mexikó színeiben 5 olimpián – 84-ben, 88-ban, 92-ben és 94-ben is, majd tizenhat év kihagyás után a 2010-es vancouveri téli olimpián ismét rajthoz állt –, továbbá 14 világbajnokságon indult. Legjobb helyezése a 84-es műlesiklásban szerzett 26. hely volt, több mint százfős mezőnyből érte el. A családban volt már hagyománya az alpesisínek, hiszen nagybátyja, Max von Hohenlohe (1931–1994) liechtensteini színekben 45. volt az ’56-os cortinai olimpia lesiklás versenyszámában. A 80-as évek végéig indult rendszeresen a világkupafutamokon, majd az élet más területeire koncentrált.
Az 1980-as évek közepén zenélésbe fogott (Andy Himalaya néven), négy albumot jelentetett meg, dolgozott az autóbalesetben elhunyt, első fehér rapperként emlegetett osztrák Falcóval, és írt dalt Andy Warholnak. Harmadik albuma indította el fotós pályáját. Irene Dapunt osztrák képzőművész figyelt fel a Spiegelbilder (Tükörképek) borítójára, és kezdte bátorítani, támogatni. Képei bejárták Európát, készített fotót a Pumának, a Mikának, és több hírességet is lencsevégre kapott. 2011-ben, a „Pop city trash” című kiállításával a Nemzeti Múzeumban mutatkozott be.

## Eredmények
| Sportesemény                                 | Versenyszámok | Versenyszámok | Versenyszámok     | Versenyszámok           | Versenyszámok |
| Sportesemény                                 | Lesiklás      | Műlesiklás    | Óriás- műlesiklás | Szuperóriás- műlesiklás | Összetett     |
| -------------------------------------------- | ------------- | ------------- | ----------------- | ----------------------- | ------------- |
| 1984. évi téli olimpiai játékok, Szarajevó   | 38.           | 26.           | 48.               | –                       | –             |
| 1988. évi téli olimpiai játékok, Calgary     | 43.           | 30.           | 52.               | 42.                     | NC*           |
| 1992. évi téli olimpiai játékok, Albertville | 38.           | –             | –                 | 70.                     | 36.           |
| 1994. évi téli olimpiai játékok, Lillehammer | 48.           | –             | –                 | –                       | –             |
| 2010. évi téli olimpiai játékok, Vancouver   | –             | 46.           | 78.               | –                       | –             |

_______
*NC = nem ért célba